# Yeniçeşme
Yeniçeşme ist ein Dorf im Landkreis Beyağaç der türkischen Provinz Denizli. Yeniçeşme liegt etwa 87 km südwestlich der Provinzhauptstadt Denizli und 8 km nordöstlich von Beyağaç. Yeniçeşme hatte laut der letzten Volkszählung 282 Einwohner (Stand Ende Dezember 2010).